# Hypsantyx lituratorius
Hypsantyx lituratorius is een vliesvleugelig insect uit de familie van de gewone sluipwespen (Ichneumonidae). De wetenschappelijke naam is gepubliceerd in 1761 door Linnaeus.